# Мошинский, Анатолий Васильевич
Анатолий Васильевич Мошинский (бел. Анатоль Васілевіч Машынскі; 20 сентября 1937 Мерефа, СССР — 15 марта 1996 Республика Беларусь) — советский и белорусский учёный в области радиофизики и электроники, кандидат физико-математических наук (1970), профессор (1993), член-корреспондент Белорусской инженерной академии (1993).

## Биография
Родился 20 сентября 1937 года в городе Мерефа Харьковская область. В 1963 году окончил Харьковский национальный университет имени В. Н. Каразина. С 1964 года работал в Минском радиотехническом институте (ныне Белорусский государственный университет информатики и радиоэлектроники) ассистентом кафедры электронных, ионных и полупроводниковых приборов. В 1985—1996 годах был заведующим кафедрой.

## Научная деятельность
Автор научных работ по теории дифракции, прикладной электродинамике и математическому моделированию физических процессов в сверхвысокочастотных устройствах. Руководил сдачей кандидатских диссертаций.
Опубликованные работы:
- Дифракция электромагнитных волн на эллиптических цилиндрах, лентах и трещинах: автореферат диссертации… кандидат физико-математических наук: 01.041 / Мошинский А. В. — Мн. Минск, 1970.
- Построение скалярной функции Грина для прямоугольного волновода с использованием функций Матье (1979).
- Математическое моделирование краевой электродинамической задачи волнового стержневого излучателя с локальными импедансными нагрузками (1982).

## Награды
- Нагрудный знак «Отличник народного образования БССР»[3],
- Знак «За выдающиеся достижения» (Высшая школа СССР)[3].